# Цикадка темна
Цикадка темна (Laodelphax striatellus) — вид шиєхоботних комах родини дельфацид (Delphacidae). Поширений в Євразії та Північній Африці.  Пошкоджує зернові злакові культури.

## Опис
Довжина тіла 2-4 мм. Самиці жовтуваті, самці темні, майже чорні. Личинки I та II віків жовтуваті, з трьома сірими смугами на черевці, з III віку — бурувато-сірі.

## Розвиток
Розвивається впродовж року у двох поколіннях. Зимують личинки III—IV віків на посівах злакових культур, на межах і узбіччях доріг. Навесні з'являються значно раніше за інші види цикадок. Окрилення починається в першій половині травня. Дорослі цикадки перелітають невеликими групами у прикореневу частину, тканини листя і листкових піхв. Розвиток яєць триває 10 — 12 діб. Відродження личинок другої генерації відбувається в середині липня, окрилення — з кінця червня — в липні. Дорослі цикадки живуть до настання холодів (жовтень) і часто шкодять озимим наприкінці літа. Розвивається цей шкідник у двох генераціях. У посушливі роки створюються сприятливі умови для масового розмноження темної цикадки.